# ITF Innsbruck
Das ITF Innsbruck (offiziell: ITF Ladies/Men’s Future Innsbruck) war ein Tennisturnier des ITF Women’s Circuit, das in Innsbruck, Österreich ausgetragen wurde.

## Siegerliste

### Einzel
| Jahr                   | Siegerin           | Finalgegnerin      | Ergebnis          |
| ---------------------- | ------------------ | ------------------ | ----------------- |
| ↓ Kategorie: $25.000 ↓ |                    |                    |                   |
| 2002                   | Sybille Bammer     | Barbora Strýcová   | 7:66, 6:1         |
| ↓ Kategorie: $50.000 ↓ |                    |                    |                   |
| 2003                   | Wera Duschewina    | Melinda Czink      | 7:64, 6:2         |
| 2004                   | Kirsten Flipkens   | Michaela Paštiková | 6:2, 6:3          |
| 2005                   | nicht ausgetragen  | nicht ausgetragen  | nicht ausgetragen |
| ↓ Kategorie: $10.000 ↓ |                    |                    |                   |
| 2006                   | Patricia Mayr      | Yvonne Meusburger  | 1:6, 6:2, 2:2r.   |
| 2007                   | Petra Sunić        | Evelyn Mayr        | 6:2, 6:3          |
| 2008                   | Evelyn Mayr        | Iryna Burjatschok  | 6:1, 2:6, 6:1     |
| 2009                   | Julia Mayr         | Alexia Virgili     | 6:2, 6:0          |
| 2010                   | Amra Sadikovic     | Ellen Barry        | 6:4, 6:2          |
| 2011                   | Martina Kubičíková | Zuzana Zálabská    | 65:7, 7:5, 7:5    |
| 2012                   | Kateřina Vaňková   | Lena-Marie Hofmann | 6:1, 4:6, 6:4     |
| 2013                   | Hilda Melander     | Tena Lukas         | 6:2, 6:3          |
| 2014                   | Iva Mekovec        | Martina Trevisan   | 2:6, 6:2, 6:1     |
| 2015                   | Jessica Pieri      | Iva Primorac       | 4:6, 6:1, 6:3     |

### Doppel
| Jahr                   | Siegerinnen                                 | Finalgegnerinnen                     | Ergebnis          |
| ---------------------- | ------------------------------------------- | ------------------------------------ | ----------------- |
| ↓ Kategorie: $25.000 ↓ |                                             |                                      |                   |
| 2002                   | Gjulnara Fattachetdinowa Marija Kondratjewa | Magdalena Kucerova Lydia Steinbach   | 6:4, 4:6, 6:3     |
| ↓ Kategorie: $50.000 ↓ |                                             |                                      |                   |
| 2003                   | Kyra Nagy Maria Wolfbrandt                  | Melinda Czink Mara Santangelo        | 6:4, 4:6, 6:4     |
| 2004                   | Aljona Bondarenko Galina Fokina             | Stanislava Hrozenská Lenka Nemecková | 6:2, 6:4          |
| 2005                   | nicht ausgetragen                           | nicht ausgetragen                    | nicht ausgetragen |
| ↓ Kategorie: $10.000 ↓ |                                             |                                      |                   |
| 2006                   | Patricia Mayr Yvonne Meusburger             | Hana Birnerová Zuzana Zálabská       | 6:3, 6:3          |
| 2007                   | Astrid Besser Monika Kochanová              | Karin Hechenberger Amra Sadikovic    | 7:5, 7:5          |
| 2008                   | Iryna Burjatschok Oksana Kalaschnikowa      | Conny Perrin Nicole Riner            | 3:6, 6:3, [10:7]  |
| 2009                   | Iryna Burjatschok Julia Mayr                | Chloé Babet Valentine Confalonieri   | 6:1, 62:7, [10:8] |
| 2010                   | Victoria Larrière Elixane Lechemia          | Xenia Knoll Amra Sadikovic           | kampflos          |
| 2011                   | Wiktorija Kan Ilona Kremen                  | Patricia Haas Veronika Sepp          | 2:6, 6:3, [10:5]  |
| 2012                   | Jasmina Kajtazovic Polona Reberšak          | Klára Dohnalová Lenka Kunčíková      | 7:5, 2:6, [20:18] |
| 2013                   | Lucy Brown Hilda Melander                   | Nastja Kolar Polona Reberšak         | 3:6, 6:3, [10:7]  |
| 2014                   | Zuzanna Maciejewska Camilla Rosatello       | Isabella Shinikova Julija Stamatowa  | 6:2, 6:2          |
| 2015                   | Anita Husarić Darja Lodikowa                | Natascha Bredl Nikola Hofmanova      | 6:4, 4:6, [10:7]  |

## Quelle
- ITF Homepage